# Французька кампанія (1940)
Францу́зька кампа́нія (нім. Frankreichfeldzug, фр. campagne de France; 10 травня — 25 червня 1940, також відома як Західна кампанія (нім. Westfeldzug), Битва за Францію (bataille de France) та Падіння Франції) — військова кампанія Німеччини проти Франції та країн Бенілюксу починаючи з 10 травня 1940 року. Результатом операції була окупація німецькими військами території Бельгії, Голландії, Люксембургу та Північної Франції.
Битва складалася з двох основних операцій. Перша — План «Гельб», під час якої німецькі бронетанкові частини перейшли Арденни, щоб відрізати і оточити союзницькі частини, які увійшли до Бельгії. Коли французи і англійці були оточені Вермахтом, британський уряд вирішив евакуювати свої британські експедиційні сили (БЕС), а також кілька французьких дивізій з Дюнкерку під час операції «Динамо».
Після того як британці евакуювались, Німеччина розпочала другу операцію — операція «Рот». Французька армія билася відчайдушно (зокрема, не здала своїх позицій 4-та танкова дивізія полковника Шарля де Голля), але серед владної верхівки панували хаос і паніка. Французькі генерали були деморалізовані і думали тільки про почесну капітуляцію, багато політиків хотіли миру з Німеччиною. Через капітулянтські дії французького керівництва німецькі війська обійшли лінію Мажино і рушили вглиб країни. Німецькі війська увійшли у Париж 14 червня. Незабаром почалися переговори з новим французьким урядом на чолі з Філіппом Петеном який, всупереч бажанням багатьох французів, публічно оголосив про своє бажання перемир'я з Німеччиною.
22 червня було підписано перемир'я між Францією і Німеччиною, що привело до поділу Франції: Німеччина контролювала північ і захід, невелика італійська окупаційна зона на південному сході, і не окупований терен — Zone libre на чолі з маршалом Філіппом Петеном, як голова режиму Віші. Франція залишалася під контролем осі до висадки союзників в 1944 році.

## Передісторія
3 вересня 1939 у відповідь на напад Німеччини на Польщу, Велика Британія та Франція оголосили війну Німеччині: локальна польсько-німецька війна фактично дала старт нової світової війни. У Франції, біля укріпленої лінії Мажино, розташувалася франко-британська армія, а біля лінії Зігфріда сконцентрувалася німецька армія. Але активні військові дії були лише на морі переважно між німецьким і британським флотом. Це стосувалося винятково діяльності Уінстона Черчилля, який тоді обіймав посаду першого лорда адміралтейства, тобто військово-морського міністра.
Наступ французької армії 7 вересня 1939 року в долині Рейну не призвів до перекидання німецьких військ із Польщі. Погано підготовлена французька піхота зазнала важких втрат. Незважаючи на значну перевагу в живій силі та техніці, французьким військам не вдалося навіть дійти до лінії Зігфріда. Наступний наступ союзників планували на 20 вересня, але у зв'язку з поразкою Польщі його не відбулось. Припинення польського спротиву означало крах стратегії війни проти Німеччини на двох фронтах. Здійснений німцями в жовтні контрнаступ дозволив їм повернути втрачені території, а французька армія повернулася на лінію Мажино. Відтак на кордоні Франції та Німеччини панувала дивна тиша: обидві армії стояли обличчям один до одного, але боїв не було, тільки іноді зав'язувалися випадкові перестрілки. Цей період війни (вересень 1939 — квітень 1940) увійшов в історію як Дивна війна.
З початком радянсько-фінської війни 30 листопада 1939 року в урядах Великої Британії та Франції стали розроблятися плани допомоги Фінляндії і військових дій проти СРСР. Намічалися висадка експедиційного корпусу в Норвегії і авіаудари по бакинським нафтопромислам. Але закінчення радянсько-фінської війни 12 березня 1940 поклало край цим планам.
9 квітня 1940 німецькі війська вторглися в Данію і Норвегію. Данія відразу ж капітулювала, але Норвегія капітулювати відмовилася і чинила опір, а 14 квітня в ній висадився англо-французький десант. Зав'язалися запеклі бої, які могли привести до затяжної війни. Був звільнений Нарвік, але подальшого наступу союзників завадив німецький наступ на Францію, Бельгію, Нідерланди і Люксембург, що почався 10 травня.

## План вторгнення у Францію
27 вересня 1939 року на нараді головнокомандувачів видами збройних сил і їхніх начальників штабів Гітлер наказав негайно готувати наступ на заході: «Ціль війни — поставити Англію на коліна, розгромити Францію». Проти виступають головнокомандувач сухопутними військами Браухіч і начальник Генерального штабу Гальдер. (Вони навіть готують план усунення Гітлера від влади, але, не отримавши підтримки командувача армією резерву генерала Фромма, полишають його).
Вже 6 жовтня 1939 року німецькі війська остаточно завершили окупацію Польщі, а 9 жовтня командуючим видами збройних сил Браухічу, Герінгу і Редеру була надіслана «Пам'ятна записка і провідні вказівки щодо ведення війни на Заході». У цьому документі на основі концепції «блискавичної війни» визначалися стратегічні цілі майбутньої кампанії. Тут же зазначалося, що німецькі війська будуть наступати на заході, попри нейтралітет Бельгії, Голландії і Люксембургу.
Не зважаючи на внутрішні побоювання у провальному завершенні операції, Браухіч дає доручення генеральному штабу розробити «Директиву Гельб щодо стратегічного розгортання», яку підписує 29 жовтня 1939 року.
План «Гельб» («Жовтий») у своєму першому варіанті (План ОКХ), який так і не було виконано, передбачав, що напрямок головного удару німецьких військ буде проходити по обидва боки Льєжа. Директива закінчувалася розпорядженням групам армій «A» і «B» зосередити свої війська таким чином, щоб вони за шість нічних переходів змогли зайняти вихідні позиції для наступу.
Початок наступу було призначено на 12 листопада 1939 року. 5 листопада Браухіч знову спробував відговорити Гітлера від вторгнення у Францію. Гітлер у свою чергу ще раз підтвердив, що наступ необхідно почати не пізніше 12 листопада. Однак 7 листопада наказ було скасовано через несприятливі метеорологічні умови. Пізніше початок операції буде відкладено ще 29 разів.
10 січня 1940 року Гітлер призначив остаточну дату наступу — 17 січня. Але у той самий день, коли Гітлер прийняв це рішення, відбувся досить загадковий «випадок»: літак з німецьким офіцером, що перевозив секретні документи, помилково приземлився на території Бельгії і план «Гельб» потрапив до рук бельгійців.
Німці змушені були змінити план операції. Нову редакцію (План Манштейна) представив начальник штабу групи армій «A» під командуванням Рундштедта Еріх фон Манштейн. Манштейн дійшов висновку, що доцільніше завдати головного удару через Арденни у напрямку Седана, чого союзники аж ніяк не очікували. Основною ідеєю плану Манштейна було «заманювання». Манштейн не сумнівався, що союзники обов'язково прореагують на вторгнення в Бельгію. Але, розгортаючи там свої війська, вони втратять вільний резерв (принаймні на кілька днів), завантажать до відмови дороги і, головне, послаблять «ковзанням на північ» оперативну ділянку Дінан — Седан.

## Оборонні плани союзників
Ще в 1937 році французька Верховна рада національної оборони, вивчаючи питання про вступ французьких військ у Бельгію у випадку німецької атаки, дійшла висновку про необхідність створити фронт франко-бельгійських армій, що спирається на завчасно організовану позицію або на рубежі Антверпен — річка Діль — Намюр (План «Діль»), або на захід від цього рубежу, по лінії річки Шельди (План «Еско»). Попередні фортифікаційні роботи на вибраному рубежі відповідно до погодженого плану оборони повинна була виконати Бельгія.
Перший оперативний план, складений на основі всіх попередніх міркувань і дискусій, був викладений у так званій «Тимчасовій постанові про безпеку» і секретній інструкції генерала А.Жоржа від 26 вересня 1939 року. Ця дата цікава тим, що вона вказує на відсутність у союзного командування яких-небудь цілком завершених планів ведення воєнних дій навіть після того, як Франція оголосила Німеччині війну і Польща перебувала напередодні поразки.
Відсутність контактів між генеральними штабами не дозволило французькому командуванню одержати які-небудь докладні відомості про розташування головних сил бельгійської армії. Відкритим залишалося питання про те, яку лінію оборони необхідно зайняти після вступу на бельгійську територію. Було відомо лише, що ядром оборони Бельгії служить район, утворений укріпленими позиціями і водними перешкодами — каналом Альберта, Маасом від Льєжа до Намюра, Самброю і каналом Самбра — Шельда. Тут перебувала перша захисна лінія бельгійців, яку від Антверпена до Льєжа захищали 12 піхотних і 2 кавалерійські дивізії.
Бельгійське командування знало, що ця існуюча ще з 1930 року лінія оборони недостатньо міцна й навряд чи на ній вдасться зупинити німецький наступ. Вона занадто віддалена від Франції, щоб розташовані на ній війська могли вчасно одержати допомогу англійської та французької армій. В 1939 році було вирішено розглядати цю лінію як лінію прикриття, а головною оборонною лінією бельгійської армії обрати рубіж по річці Діль, між містами Конінгсхойкт і Вавр; звідси новий рубіж одержав назву «лінії KB».
Плани бельгійців збіглися з поглядами франко-британського командування. 14 листопада 1939 року на нараді в штабі Жоржа Гамелен запропонував як кінцеву лінію висування союзних армій у Бельгію рубіж Антверпен — річка Діль — Намюр. Тут, заявив Гамелен, можна буде здійснити «гарну координацію бельгійських і франко-британських маневрів». Ця лінія збігалася з бельгійською «лінією KB».
17 листопада 1939 року план «Діль» було затверджено на засіданні верховної ради союзників в Лондоні як основну стратегічну концепцію союзного командування.

## Співвідношення сторін
Співвідношення сторін на 10 травня 1940 року
|                                                                                  | Франція         | Велика Британія | Бельгія  | Голландія | Всього у союзників | Німеччина      |
| Особовий склад (тис. осіб)                                                       | 2440            | 395             | 600      | 350       | 3785               | 3300           |
| Дивізії (в тому числі резервні): танкові механізовані моторизовані кавалерійські | 104 a 3 d 3 7 5 | 10 b - 10 -     | 23 c - 2 | 10 -      | 147 3 17 7         | 136 10 - 7 1   |
| Танки                                                                            | 2789            | 310             | -        | -         | 3099               | 2580           |
| Літаки: винищувачі бомбардувальники                                              | 1648 946 219    | 1837 e 800 544  | 186 84 - | 120 -     | 3791 1730 763      | 3824 1264 1462 |
| Артилерійська зброя калібром 75 мм і вище                                        | 11200           | 1350            | 1338     | 656       | 14544              | 7379           |

a  Кількість дивізій на Північно-Східному фронті з резервом головного командування, без врахування французьких сил в Альпах (Південно-Східний фронт), у Північній Африці і Леванті. До складу французьких сил включена одна польська дивізія. Фортечні війська 19 укріпрайонів і укріпсекторів прирівняні до 13 піхотних дивізій.
b  Не включені три піхотні дивізії неповного складу, що призначалися для охорони комунікацій.

c  Фортечні частини прирівняні до однієї піхотної дивізії.

d  4-а танкова дивізія сформована в ході бойових дій.

e  На території метрополії і у Франції.

## Вторгнення в Бельгію, Люксембург і Нідерланди
Німецький наступ на країни Бенілюксу розпочався вночі 10 травня 1940 року авіанальотом на аеродроми Бельгії в 4 години ранку і ударом сухопутних військ в 4:35 по Люксембургу та в 5:30 по Голландії. Люксембург протримався всього кілька годин і здався, в ході вторгнення на територію цієї країни 7 солдатів було поранено, 75 захоплено в полон, загинув 1 англійський пілот і 5 спагів.

### Голландія
У Голландії велика роль у вторгненні відводилася 22-й парашутно-десантній дивізії під командуванням генерал-лейтенанта Ганса фон Шпонека. Парашутні і планерні десанти, викинуті біля міст Роттердам, Гаага, Мурдейк і Дордрехт, паралізували внутрішні райони Голландії. Найпотужніший форт Ебен-Емаель, що мав 60 гармат і 1200 чоловік гарнізону, був захоплений німецьким парашутним десантом в 495 чоловік. Потужним бомбардуванням піддалися всі ключові оборонні точки. Вже 11 травня оборона голландців на каналі Альберта була зламана. До 13 травня основні німецькі сили, переправившись через мости, утримувані парашутистами, почали штурм так званої «Голландської фортеці». Німці підійшли до Антверпену і Роттердаму. 14 травня люфтваффе здійснили бомбардування Роттердама і в той же день була підписана повна капітуляція. Королева Нідерландів Вільгельміна була евакуйована до Англії.

### Бельгія
Сподіваючись, що головний удар німецьких військ завдається на території Бельгії, союзне командування використало усі сили, щоб зупинити вторгнення, однак їхні дії закінчились провалом, бо удар по Бельгії був відволікаючим маневром, щоб відтягнути сили союзників на північ, в той час як об'єктом справжнього наступу німців були Арденни, гірська система на франко-бельгійському кордоні, яку французьке командування вважало непрохідною для німців і захищало силами лише 10 резервних дивізій, однак німці пройшли її за три дні.
Під час проведення кампанії в Бельгії мали місце дві ключові події: наймасштабніший на той час танковий бій у ході битви при Анню, під час якого вперше в історії зіткнулися значні сили танкових військ протиборчих сторін, та битва за Ебен-Емаель — перше у військовій історії застосування повітряного десанту зі стратегічними цілями. 28 травня Бельгія капітулювала. Союзниками це було розцінено як зрада, хоча король Леопольд III відмовився особисто підписати акт про капітуляцію, на відміну від монархів Нідерландів і Норвегії, залишився на батьківщині і після відмови затвердити колабораціоністський уряд до кінця війни перебував під домашнім арештом.

## Битва за Францію
13 травня німецькі війська перетнули франко-бельгійський кордон і зайняли Седан, звідки розпочали наступ до Ла-Маншу і на Париж.
16 травня 1940 року до Парижу прилітав Вінстон Черчілль на перемови з Полем Рейно та Морісом Ґамеленом. Франція вимагала від Англії збільшення авіації. Англія виділила додатково 10 ескадрилій. Французький уряд, за британської підтримки, намагався добитися негайного втручання США у війну, але президент Франклін Делано Рузвельт відхилив це прохання як нездійсненне. Громадська думка США на той момент була категорично проти встрявання в новий європейський конфлікт. У ніч з 15 на 16 травня 1940 року бомбардувальники RAF завдали перший повітряний удар по території Німеччини —промисловому району Руру. 99 бомбардувальників скинули бомби, уся шкода від яких була — один убитий німецький селянин.
21 травня 1940 р. німецькі війська досягли Ла-Маншу, відрізавши 28 французьких і англійських дивізій від головних сил.
26 травня з Дюнкерку почалась евакуація англійських і частково французьких військ, яка тривала до 4 червня. Під час операції «Динамо» потонуло і пропало безвісти близько 2 тисяч чоловік, 15 тисяч французів попали в полон, прикриваючи останній етап евакуації, і ще 40 тисяч — після захоплення 4 червня нацистами Дюнкерка. Всього в Британію було вивезено 338 тис. солдатів і офіцерів, у тому числі увесь 224-тисячний англійський експедиційний корпус. Уся військова техніка англійських експедиційних сил дісталася німецькій армії.
Після поразки під Дюнкерком головнокомандувачем французької армії був призначений генерал Вейган. Уже на цей час сили французької армії були серйозно підірвані (тільки в Англію було евакуйовано 100 тис. чол.). У країни було два виходи із ситуації: або запросити у Німеччини перемир'я з усіма військово-політичним наслідками, або евакуювати війська в Африку. Третій шлях — продовження війни з Німеччиною — був безперспективний.
5 червня 1940 р. німецька армія почала широко-масштабний наступ вглиб країни. Військово-повітряні сили бомбардували позиції французьких військ, танкові дивізії, в районі Ам'єна і Перонне також перейшли в наступ. Опір з боку французької армії був все ще серйозний. Їй вдалось навіть зупинити наступ німецької армії поблизу Соммі. Але уже на другий день опір французів ослаб, і вони почали відступати на рубіж річок Авр-Ена. Битва на Соммі була програна.
8 червня німецькі війська вийшли на береги річки Сена, що змусило уряд Франції залишити Париж, оголосивши його вільним містом. 10-а французька армія, будучи притисненою до моря, капітулювала перед танками Роммеля. 11 червня відбулась нарада Верховної ради, на якій були присутні воєначальники і голови уряду Британії і Франції. Щось змінити вони уже не змогли. Битва за Францію була програна. Вейган зайнявся проблемою облаштування перемир'я.
14 червня німецькі війська без бою захопили столицю Франції, а через три дні глава уряду маршал Анрі Петен звернувся до Німеччини з проханням про перемир'я. Німці, однак, не припинили свого наступу і ще оволоділи Шербуром, Брестом, Греноблем та іншими містами. Пізно ввечері 17 червня 1940 року німецький посол у Москві Вернер фон дер Шуленбург вислав телеграму до міністерства закордонних справ у Берліні, де привітав німців з грандіозною перемогою над «Західними імперіазмами». Варто відзначити, що успіх Гітлера в західній Європі дозволив Сталіну продовжити більш впевнено чинити дипломатичний тиск на країни Балтії, будучи впевненим, що Велика Британія не зможе прийти їм на допомогу. Через деякий час Естонія, Латвія і Литва були окуповані.
Капітуляція Франції була підписана 22 червня 1940 року в Комп'єнському лісі (регіон Пікардія), де 22 роки перед тим було укладене принизливе для Німеччини перемир'я, що знаменувало падіння Кайзерівської імперії. Через два дні поблизу Риму було підписано акт про капітуляцію Франції перед Італією, яка вступила у війну 10 червня і окупувала місто Ментона на Лазуровому Березі Середземного моря.
Однак на фронті ще не все стихло. Укріплення лінії Мажіно, незв'язані з останньою армією, успішно продовжували опір по 25 червня. 45-й корпус у повному складі перейшов швейцарський кордон і був інтернований.
За умовами капітуляції 60 % території Франції, включаючи Париж і все атлантичне узбережжя, окуповувалось німецькими та італійськими військами, які мали утримуватись французьким колабораціоністським урядом, Франція демобілізовувала та роззброювала більшу частину армії і звільняла всіх німецьких полонених. 10 липня 1940 року у місті Віши Національні збори Третьої республіки проголосили створення Французької держави на чолі з прем'єр-міністром Філіпом Петеном, яку визнали країни Осі і яка проіснувала до 22 квітня 1945 року.
Шарль де Голль на знак протесту з капітулянтською політикою Петена емігрував в Англію. Ще 18 червня він звернувся по радіо з закликом до усіх французьких солдат і офіцерів, що знаходились на території Британії, вступити до руху опору.
Розгром Франції створив серйозну проблему для Британії: було надзвичайно важливо, щоб французькі кораблі не потрапили до німецьких рук, оскільки разом з італійським флотом, який вступив у війну на боці Німеччини, він міг би перехилити військово-морський баланс на користь Осі. Не довіряючи обіцянкам, що французькі кораблі не стануть допомагати Німеччині, англійці вирішили
їх знешкодити. 3 липня 1940 року Королівський флот почав операцію «Катапульта» й захопив усі французькі кораблі на своїх військово-морських базах.

## Причини швидкої поразки французької армії
Хоча Франція вийшла країною-переможцем у Першій світовій війні, мала одну із найсильніших армій світу, а її ресурсний потенціал разом з колоніями був значно більшим, ніж у Німеччини, у війні з Третім Рейхом вона протрималася лише трохи більше місяця.
Незважаючи, що після приходу до влади нацистів, Німеччина різко збільшила військове виробництво, і в цьому сенсі перевершувала Англію і Францію, але це був тимчасовий чинник. До того ж союзники могли спиратися на величезний промисловий та технічний потенціал США, що неминуче відіграло свою роль, навіть без формального вступу Вашингтона у війну.
Франція не проводила військових реформ, мала вкрай застарілу і неповоротку систему мобілізації до армії. Зокрема, для її проведення у разі війни французькій армії було потрібно два тижні. У мирний час нічого не було зроблено для підготовки резерву, найперше офіцерського. Люди приходили в армію з досвідом фронтовиків 1918 року. У штабах союзників будували за лекалами минулої війни бойові дії окопного характеру, абсолютно не враховуючи виникнення нового виду військ — танкових. Ці та інші фактори зумовили провальну стратегію французьких генералів у опорі на фортеці та фортифікаційні споруди лінії Мажино. Цікаво, що її побудували тільки на німецькому кордоні, однак не продовжили на бельгійському.
У Першій світовій війні Франція зазнала найбільших людських втрат. Вона втратила понад 7 % населення. При тому, що демографічна ситуація і так була дуже складною. Втрати населення в період наполеонівських війн було поновлено лише наприкінці XIX століття. Усе це, а також великі матеріальні втрати в період 1914-18 рр., зумовило панівне уявлення про війну в французькому суспільстві як про вкрай небажане явище. Політика умиротворення у міжвоєнний час мала значну підтримку. Більшість, як у Франції, так і у Великій Британії, позитивно ставилося до підписання Мюнхенської угоди, яка віддала Судетську область Чехословаччини Рейху. Так само протестів і жодних інших дій не викликав аншлюс Австрії.
У часи СРСР вину покладали на капітулянтську та реакційну політику довоєнної французької еліти. Це не надто відрізняється від звинувачень, висунутих режимом Петена проти «попередників» (1942 року проходив судовий процес проти Ґамелена, Рейно та інших міністрів) — Петен і його соратники звинувачували попередні уряди в тому, що вони свідомо послаблювали обороноздатність країни, що вся культура міжвоєнної Франції була гнилою і що потрібне національне відродження.